# Giancarlo Perini
Giancarlo Perini (Carpaneto Piacentino, 2 december 1959) is een voormalig Italiaans wielrenner.

## Belangrijkste overwinningen
1979
GP Industria e Commercio Artigianato Carnaghese
1993
3e etappe Ronde van Puglia

## Resultaten in voornaamste wedstrijden
| Jaar | Ronde van Italië | Ronde van Frankrijk | Ronde van Spanje |
| ---- | ---------------- | ------------------- | ---------------- |
| 1981 |                  |                     | 45e              |
| 1982 | opgave           |                     |                  |
| 1983 |                  |                     |                  |
| 1984 | 73e              | 81e                 |                  |
| 1985 |                  | 105e                |                  |
| 1986 |                  |                     |                  |
| 1987 |                  | 102e                |                  |
| 1988 |                  |                     |                  |
| 1989 | 56e              | 102e                |                  |
| 1990 | 36e              | 99e                 |                  |
| 1991 | 85e              | 120e                |                  |
| 1992 | 42e              | 8e                  |                  |
| 1993 | 76e              | 29e                 |                  |
| 1994 | 57e              | 54e                 |                  |
| 1995 | 63e              | 87e                 |                  |

| Jaar | Milaan-San Remo | Gent-Wevelgem | Ronde van Vlaanderen | Parijs-Roubaix | Parijs-Brussel |  | WK op de weg |
| ---- | --------------- | ------------- | -------------------- | -------------- | -------------- |  | ------------ |
| 1981 |                 |               |                      |                |                |  |              |
| 1982 |                 |               |                      |                |                |  |              |
| 1983 |                 |               |                      |                | 42e            |  |              |
| 1984 |                 | 107e          |                      |                |                |  |              |
| 1985 |                 | 59e           |                      |                |                |  |              |
| 1986 |                 | 46e           |                      |                |                |  |              |
| 1987 |                 | 35e           | 69e                  |                |                |  |              |
| 1988 |                 |               |                      |                | 93e            |  |              |
| 1989 |                 | 88e           |                      |                | 122e           |  |              |
| 1990 |                 | 25e           | 74e                  | 43e            | 131e           |  |              |
| 1991 |                 | 68e           |                      | 98e            |                |  |              |
| 1992 | 187e            |               | 40e                  |                |                |  | 16e          |
| 1993 | 102e            |               |                      |                |                |  | 29e          |
| 1994 |                 | 106e          |                      |                |                |  |              |
| 1995 |                 |               |                      | 82e            |                |  |              |